# جوليانو مارينيو دوس سانتوس
جوليانو مارينيو دوس سانتوس هو لاعب كرة قدم برازيلي في مركز الدفاع، ولد في 13 أغسطس 1977 في Cruzeiro do Sul, Paraná ‏ في البرازيل. لعب مع بودوتشنوست بودغوريتسا وبوغون شتشين وليغيا وارسو ونادي إيتوانو ونادي بارانا ونادي بانيونيوس ونادي فاسكو دا غاما ونادي فيروفياريا وويدزي لودز.

## وصلات خارجية
- جوليانو مارينيو دوس سانتوس على موقع قاعدة بيانات كرة القدم.إي يو (الإنجليزية)